# Дієцезія Меца

Дієцезія Меца (фр. Diocèse de Metz; лат. Dioecesis Metensis) — дієцезія Римо-Католицької церкви у Франції, що знаходиться на сході країни. Центр дієцезії — місто Мец. Дієцезія перебуває у прямому підпорядкуванню Святому Престолові, включає 443 священників, з яких 381 єпархіальні та 62 ченці. Головний храм дієцезії — Собор Святого Стефана.

## Територія
Дієцезія Меца включає 649 парафій. Усі вони розташовані у департаменті Мозель регіону Гранд-Ест. Парафії входять до складу 38 архіпресвітерств та 5 архідияконств. До дієцезії належать 443 священників, з яких 381 єпархіальні та 62 ченці, а також 49 дияконів, 116 монахів та 758 монахинь.
Єпископська катедра розташована у місті Мец в соборі Святого Стефана.

## Історія
Дієцезія Меца заснована у III столітті. Імена перших єпископів дійшли до нашого часу частково. Першим архієреєм, чиє ім'я дійшло до нашого часу, був єпископ Гесперій, що у 535 році брав участь у Клермонському соборі. На початку існування дієцезія Меца була єпископством-суффрагантством Трірської дієцезії.
У 945 році єпископи Меца отримали світську владу в місті та однойменному графстві. У 955 році дієцезія перейшла до складу Лотаринзького герцогства, а пізніше почала перебувати в прямому підпорядкуванню імператорові Священної Римської імперії, який користувався правом власного вибору нових єпископів разом з капітулою.
У XII столітті єпископ Бертрам надав Мецу статус вільного міста.
Єпископ Жан д'Апремон у 1224 році став першим мецьким єпископом, який був вибраний на свою посаду виключно капітулою.
З 1484 року, після смерти єпископа Георга Баденського, до 1607 року єпископами дієцезії Меца були герцоги Лотаринзькі. До 1871 року посаду мецького єпископа обіймали виключно особи французької національности.
Папа Римський Олександр VII у 1664 році надав королю Людовику XIV привілей призначати єпископів Меца.
1736 року єпископ Клод де Сен-Сімон прийняв титул-князя єпископа. Останній князь-єпископ, Луї-Жозеф де Монморансі-Лаваль, був змушений емігрувати до Німеччини через Французьку революцію.
1801 року був підписаний конкордат між консулом Наполеоном та Папою Пієм VII. Після цього дієцезія була відновлена у межах, що збіглися з територією трьох французьких департаментів — Мозель, Арденни та Форет. Дієцезія увійшла до складу архідієцезії Безансона. Єпископ П'єр-Франсуа Б'єнеме реорганізував адміністративний поділ дієцезії, до якої тоді входили 90 парафій та 1251 приписна парафія.
1817 року частина департаментів Арденни та Форет увійшла до складу Пруссії, а 1821 року обидва департаменти повністю увійшли до неї. Ці терени були виключені зі складу дієцезії.
1871 року внаслідок франко-прусської війни Ельзас та Лотарингія, а отже і департамент Мозель, увійшли до складу Німецької імперії. Таким чином, уся дієцезія стала частиною Німеччини, а посади єпископів обіймали німці.
14 червня 1874 року дієцезія була напряму підпорядкована Святому Престолові.
За канцлерства Отто фон Бісмарка у 1870-х роках в Німеччині проводилася політика культуркампфу — боротьби проти Католицької церкви. Внаслідок цього велика кількість католицьких установ дієцезії були ліквідовані.
Після Першої світової війни департаменти, що раніше увійшли до складу Пруссії та пізніше Німеччини, повернулися до складу Франції. Відтоді право вибору та призначення нових єпископів Меца закріплене за Президентом Франції.

## Єпископи
| - Климент Мецький (280—300); - Селест Мецький (IV століття); - Фелікс I (IV століття); - Пацієнт Мецький (IV століття); - Віктор I (344—346); - Віктор II (IV століття); - святий Симеон (IV століття); - Самбатій (IV століття); - святий Руф (V століття); - святий Адельф (V століття); - Фірмін (V століття); - святий Легонтій (V століття); - святий Авктор (згадується в 451); - Експлецій (V століття); - Урбіцій (V століття); - Бонолій (V століття); - Теренцій (V століття); - Консолін (V століття); - святий Роман (486); - святий Фронімій (497); - святий Граматій (497—512); - святий Агатімбер (512—525); - святий Гесперій (525/535 — 542); - святий Віллік (близько 542 — 17 квітня 568); - святий Петро (578/580); - святий Агіульф (590—599); - святий Арноальд (599—607); - святий Папол (610 — 21.11.614); - святий Арнульф (27.03.615 — 626); - святий Гоерик (Аббон I) (627—644); - святий Годон (644—652); - святий Хлодульф (652—693); - святий Аббон II (693—707); - святий Аптат (707—715; - святий Фелікс II (715—716); - святий Сігебальд (716 — 26.10.741); - святий Хродеганг (742 — 06.03.766); - Ангільрам (25.09.768 — 791) - Посада вакантна (791—818); - Гондульф II (819 — 07.09.822); - Дрого (823 — 08.12.855); - Адвенцій (858 — 31.08.875); - Вала (21.03.876 — 12.04.882); - Роберт I (22.04.883 — 02.01.916); - Вігерик (917 — 19.02.927); - преподобний Беннон (927—929); - Адальберон I (929 — 23.04.964); - Тьєрі I (964 — 07.09.984); - Адальберон II (16.10.984 — 14.12.1005); - Тьєрі II Люксембурзький (1006 — 02.05.1046); - Адальберон III (1047 — 12.11.1072); - Ерманн (1073 — 04.05.1090); - Попон (1090—1103); - Адальберон IV (1090—1115); - Посада вакантна (1116); - Теоже де Сен-Жорж (1117 — 29.04.1120); | - Етьєн де Бар (1120 — 29.12.1163); - Тьєрі III де Бар (1164 — 08.08.1171); - Юґ де Клермон (1171) — вибраний єпископ; - Фредерік де Плювуаз (02.09.1171 — 1173); - Тьєрі IV Лотаринзький (1173—1179); - Бертрам (13.04.1180 — 06.04.1212); - Конрад фон Шарфенберг (23.01.1213 — 24.03.1224); - Жан I д'Апремон (17.11.1224 — 10.12.1238); - Жак Лотаринзький (1239 — 24.10.1260); - Філіпп де Флоранж (1261—1264); - Гільйом де Тренель (12.02.1264 — 04.01.1269); - Лоренц фон Ліхтенберг (1270—1279); - Жан II де Дамп'єр (07.10.1279 — 09.06.1282) — призначений єпископом Льєжа; - Бушар д'Авен (09.06.1282 — 29.11.1296); - Жерар де Реланс (24.04.1297 — 30.06.1302); - Рено де Бар (19.09.1302 — 04.05.1316); - Анрі де В'єннуа (04.05.1319 — 24.11.1324); - Луї де Пуатьє-Валентинуа (26.08.1325 — 17.08.1327); - Адемар де Монтей (21.08.1327 — 12.05.1361); - Жан III де В'єнн (15.11.1361 — 13.08.1365) — призначений єпископом Базеля; - Тьєрі V Бає де Боппар (13.08.1365 — 18.01.1383); - святий Петро Люксембурзький (10.02.1384 — 05.07.1387); - Рауль де Куси (13.08.1387 — 20.03.1415) — призначений єпископом Нойона; - Конрад II Бає де Боппар (20.03.1415 — 20.04.1459); - Георг Баденський (02.07.1459 — 11.10.1484); - Анрі Водемон-Лотаринзький (16.05.1485 — 16.07.1501); - Анрі Водемон-Лотаринзький (16.07.1501 — 20.10.1505) — апостольський адміністратор; - Жан IV Лотаринзький (20.04.1505 — 10.05.1543); - Ніколя де Меркер (1543—1548); - Жан IV Лотаринзький (1548 — 10 мая 1550); - Карл I Лотарингский (10.05.1550 — 22.04.1551); - Робер II де Ленонкур (22.04.1551 — 1553) — апостольський адміністратор; - Франсуа Бокер де Пегійон (16.12.1555 — 1568); - Луї де Гіз (2 червня 1568 — 29 березня 1578); - Карл II Лотаринзький (18.07.1578 — 24.11.1607); - Анн де Перюз д'Ескар де Жіврі (10.09.1608 — 19.04.1612) — бенедиктинець; - Анрі де Бурбон-Верней (1612—1652) — апостольський адміністратор; - Джуліо Мазаріні (29.11.1653 — 11.12.1658) — вибраний єпископ; - Франц Егон фон Фюрстенберг (11.12.1658 — 30.07.1663) — вибраний єпископ, призначений єпископом Страсбурга; - Вільгельм Егон фон Фюрстенберг (28.09.1663 — 1668) — вибраний єпископ; - Жорж д'Обюсон де ла Феяд ([03.06.1669 — 12.05.1697); - Анрі Шарль дю Камбу де Куаслен (11.11.1697 — 28.11.1732); - Клод де Сен-Сімон (15.02.1734 — 28.02.1760); - Луї-Жозеф де Монморансі-Лаваль (6 квітня 1761 — 29 листопада 1801); - Ніколя Франсен (1792—1802) — антиєпископ; - П'єр-Франсуа Б'єнеме (11.04.1802 — 09.02.1806); - Гаспар-Андре Жоффре (15.07.1806 — 12.05.1823); - Клод-Ігнас Лоран (1811—1815) — антиєпископ; - Жак-Франсуа Бессон (12.09.1823 — 23.07.1842); - Поль Дюпон де Лож (13.09.1843 — 18.08.1886); - Франц-Людвіг Флекк (18.08.1886 — 18.10.1899); - Віліброрд Бенцлер (08.09.1901 — 10.07.1919) — бенедиктинець; - Жан-Батист Пель (24.04.1919 — 10.09.1937); - Йозеф-Йоганн Гайнц (15.02.1938 — 30.11.1958); - Пауль Йозеф Шмідт (30.11.1958 — 1987); - П'єр Раффен (4.08.1987 — 27.09.2013) - Жан-Крістоф Лаглез (27.09.2013 — 13.08.2021) |  |